# Wantule

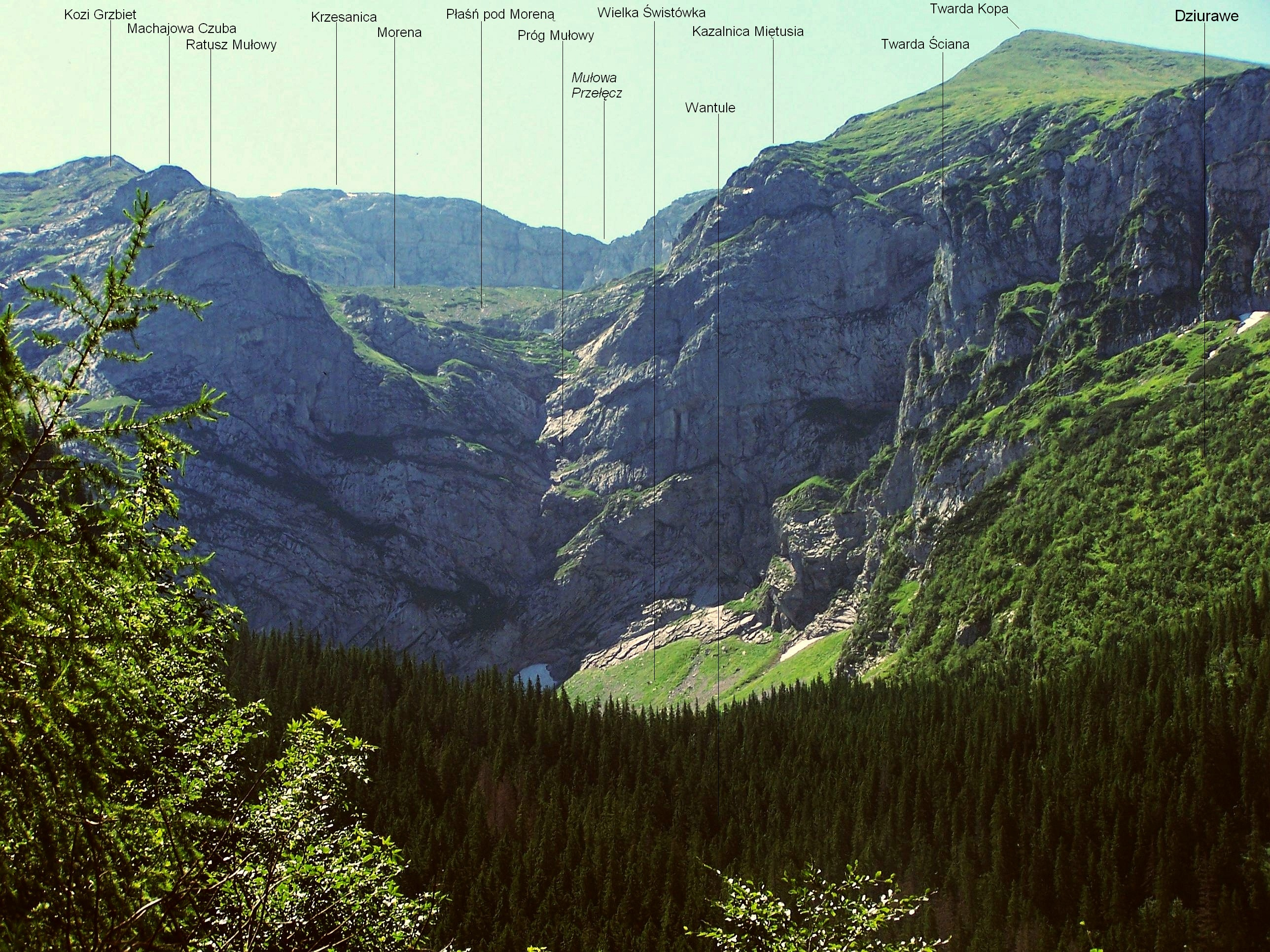
Wantule (poniżej Wielkiej Świstówki)

Wantule – część Doliny Miętusiej (boczna odnoga Doliny Kościeliskiej w Tatrach Zachodnich), pokryta rumowiskiem ogromnych wapiennych bloków skalnych. Nazwa pochodzi od góralskiego słowa wanta – duża skała, blok skalny. Wantule położone są powyżej Wyżniej Miętusiej Równi i zajmują ok. 0,25 km² powierzchni. Położone są na wysokości ok. 1170–1350 m n.p.m. Niektóre z wantul mają masę do 2500 ton, wszystkie razem ok. 45 mln ton. Powstały pod koniec ostatniej epoki lodowej w wyniku obrywu skalnego z Chudej Turni w zboczu tzw. Dziurawego. Lodowiec, pokrywający wówczas całą dolinę, przesunął je o ok. 0,5 km w dół. Śladem po lodowcu jest m.in. wielki cyrk lodowcowy Wielkiej Świstówki powyżej Wantul.
Według legendy góralskiej wantulami przywaleni zostali pasterze wraz z szałasem – za to, że odmówili pomocy żebrakowi, który aż tutaj dotarł po prośbie.
Teren Wantuli zarastał górnoreglowy las świerkowy. W 1968 roku wyłamała go potężna wichura, obecnie odtwarza się on na nowo.
Wantule nie są dostępne dla turystów. Najbliżej nich prowadzi niebieski szlak turystyczny od wylotu Doliny Małej Łąki poprzez Przysłop Miętusi na Małołączniak.
Z rzadkich w Polsce gatunków roślin stwierdzono występowanie irgi czarnej.